# Норден
Норден (нід. Noorden) — село в нідерландській провінції Південна Голландія. Входить до муніципалітету Нюкоп. Його населення станом на 2001 рік складало 975 осіб.